# Ивановский, Николай Петрович
Никола́й Петро́вич Ивано́вский (1843—1910) — русский врач, судебный медик, профессор, доктор медицины, академик, тайный советник. Один из основных организаторов судебно-медицинской экспертизы в дореволюционном Санкт-Петербурге.

## Биография
Родился в 1843 году.
В 1869 году окончил Медико-хирургическую академию. В 1879 году защитил докторскую диссертацию на тему «О висцеральном сифилисе». После защиты работал прозектором на кафедре патологической анатомии Медико-хирургической академии под руководством M. M. Руднева.
В 1877 году стал профессором кафедры патологической анатомии, а с 1891 по 1897 г.г. возглавлял кафедру судебной медицины Медико-хирургической академии. В период работы Высших женских медицинских курсов Ивановский преподавал на них общую патологию и паталогическую анатомию.
В 1892 году Н. П. Ивановскому было присвоено звание академика. В 1897 году он уволился из Медико-хирургической академии, но продолжил активную судебно-медицинскую деятельность.
В 1901 году организовал кафедру судебной медицины в Женском медицинском институте, которой руководил до самой смерти.
Н. П. Ивановский был членом Военно-медицинского учёного комитета, учёным секретарём Медицинского совета Министерства внутренних дел (высшей медицинской инстанции в Российской империи), председателем комиссии по составлению истории Медико-хирургической академии к столетнему юбилею, совещательным членом медицинского совета МВД, вице-председателем общества русских врачей, редактором еженедельного журнала «Русская медицина».

## Научная деятельность
Основные научные работы Н. П. Ивановского посвящены изучению сифилиса, холеры и других инфекционных болезней. Написанный им учебник «Патологическая анатомия» выдержал целый ряд изданий. Н. П. Ивановский был одним из основных организаторов судебно-медицинской экспертизы в дореволюционном Санкт-Петербурге.
В 1908 году Н. П. Ивановский вместе с ученицей М. М. Солунсковой выдвинул в качестве признака прижизненности повреждений наличие эритроцитов в региональных лимфатических узлах, появление которых в железах происходит сразу же после нанесения повреждения. Важное судебно-медицинское значение имела также его работа об установлении тяжести несмертельных телесных повреждений.
Под руководством Н. П. Ивановского было защищено более 20 диссертаций по вопросам патологической анатомии и судебной медицины.